# 4071 Rostovdon
4071 Rostovdon (1981 RD2) là một tiểu hành tinh vành đai chính được phát hiện ngày 7 tháng 9 năm 1981 bởi L. G. Karachkina ở Nauchnyj.